# Correspondência secreta de Jaime VI
A correspondência secreta de Jaime VI foi a comunicação entre Jaime VI, rei da Escócia e administradores de Isabel I de Inglaterra entre maio de 1601 e a morte da rainha em março de 1603. Nesse período, ficou decidido que Jaime sucederia Isabel, mas esse resultado foi mantido em segredo em uma pequena comunidade diplomática.

## Cortejando o Conde de Essex
Diplomatas escoceses, incluindo o residente James Hudson, um ex-músico da corte, o financista Thomas Foulis e embaixadores como David Foulis, William Keith de Delny e Edward Bruce, comendador de Kinloss, estiveram em contato com o conde de Essex e seu secretário Anthony Bacon.

Em 1594, Jaime VI achava que o conde de Essex era o conselheiro mais capaz e disposto da rainha Isabel para atender às suas necessidades, e ele sentiu que William Cecil e seu filho Sir Robert Cecil trabalhavam contra ele.